# Olenecamptus compressipes
Olenecamptus compressipes är en skalbaggsart som beskrevs av Leon Fairmaire 1889. Olenecamptus compressipes ingår i släktet Olenecamptus och familjen långhorningar.
Artens utbredningsområde är Laos. Inga underarter finns listade i Catalogue of Life.